# Boschidar Mintschew
Boschidar Mintschew (bulgarisch Божидар Минчев; * 1. August 1946) ist ein ehemaliger bulgarischer Eishockeyspieler. 

## Karriere
Boschidar Mintschew nahm für die bulgarische Nationalmannschaft an den Olympischen Winterspielen 1976 in Innsbruck teil. Mit seinem Team belegte er den zwölften und somit letzten Platz. Er selbst kam im Turnierverlauf in sechs Spielen zum Einsatz und erzielte dabei zwei Tore und eine Vorlage.  